# Chthonius lindbergi
Chthonius lindbergi är en spindeldjursart som beskrevs av Beier 1956. Chthonius lindbergi ingår i släktet Chthonius och familjen käkklokrypare. Inga underarter finns listade i Catalogue of Life.